# Famille Petiet
La famille Petiet est une famille française dont trois membres furent titrés baron au XIXe siècle.
Depuis ce siècle elle compte parmi ses membres un ministre de la guerre, des hauts fonctionnaires, des généraux, des officiers.

## Histoire
Régis Valette écrit que cette famille est originaire de Châtillon-sur-Seine en Bourgogne. Il ajoute que deux de ces branches ont obtenu un titre de baron sous le Premier Empire, en 1811 (lettres patentes de baron héréditaire du 12 novembre) et en 1814. Ces deux branches comptent ainsi parmi les familles subsistantes de la noblesse d'Empire. Et qu'une troisième branche a obtenu également un titre de baron mais sous la Première Restauration en 1814.
La famille Petiet est membre de l'Association d'entraide de la noblesse française depuis le 28 mai 2005.

## Généalogie simplifiée
- Claude-Louis Petiet (1749-1806), ministre français de la guerre (1796-1797), intendant général de la Grande Armée, il avait épousé Anne-Françoise du Lièpvre du Bois de Pacé (4 décembre 1761 - Nantes ✝ 25 février 1830 - Paris, inhumée au cimetière du Père-Lachaise, 17e division), fille de Guillaume Nicolas du Lièpvre (1718 ✝ 1773), écuyer, seigneur du Bois de Pacé, avocat au parlement de Bretagne, contrôleur, puis receveur général puis directeur du domaine du roi. Ils eurent entre autres enfants :
  - Pierre François Charles Alexandre Petiet (1782-1835), il épousa le 16 février 1808 à Paris, Adélaïde Baptistine Rebuffel (23 octobre 1788 - Marseille ✝ 12 octobre 1861 - Saint-Bris-le-Vineux), fille de Jean-Baptiste Rebuffel et cousine de Stendhal, il fut haut fonctionnaire sous le Premier Empire et créé baron d'Empire en 1811. Ils eurent pour enfants :
    - Napoléon Félix Petiet (5 décembre 1809 - Pise (Italie) ✝ 31 décembre 1874 - Le Vésinet), 2e baron Petiet (1835), général de brigade (27 février 1868), commandeur de la Légion d'honneur, marié, le 12 septembre 1865 à Clichy, avec Joséphine Prot (1824 ✝ 1913), dont :
      - Berthe Louise Petiet (1847 ✝ 1930), sans union ni postérité
      - Régine Petiet (1848 ✝ 1849), sans union ni postérité
      - Blanche Marie Petiet (1853 ✝ 1924), sans union ni postérité

    - Eugénie Augusta Petiet (8 novembre 1811 - Florence (Italie) ✝ 23 avril 1891 - Auxerre), mariée, le 15 janvier 1837 à Auxerre, avec François Le Blanc Duvernoy (1794 ✝ 1881), vice-président de tribunal, dont postérité
    - Jules Alexandre Petiet (5 août 1813 - Florence ✝ 29 janvier 1871 - Paris Xe), centralien (1832), ingénieur en chef au Chemin de fer du Nord (1846), directeur de l'École Centrale (1868-1871), marié une première fois, le 20 juin 1844 à Paris, avec Albertine Joséphine Isidore de Colbert-Chabanais (15 mars 1826 - Paris ✝ 10 mai 1845 - 34, rue de la Ferme des Mathurins, Paris, inhumée dans la sépulture de la famille Petiet au cimetière du Père-Lachaise), fille de Louis Pierre Alphonse de Colbert. Son épouse mourut en mettant au monde leur unique fille, mort-née, Gabrielle Adélaïde Marie  (10 mai 1845 ✝ 10 mai 1845). Veuf, il épousa, le 19 avril 1852 à Paris VIIIe, Marie Élisabeth Saisset (9 décembre 1825 - Paris VIIIe ✝ 6 février 1880 - Paris IXe), dont :
      - Marie-André Petiet (9 avril 1853 - Paris ✝ 30 septembre 1903 - Saint-Prix (Val-d'Oise)), 3e baron Petiet (1874), ingénieur au Chemin de fer du Nord, marié, le 25 avril 1878 avec Adèle Julie Eugénie Bricogne (1857 ✝ 1929), dont 
        - Charles Marie Jules Petiet (20 janvier 1879 - Paris ✝ 1er octobre 1958 - Paris XVIe), 4e baron Petiet (1903), ingénieur-centralien, président de la Fédération nationale de l'Automobile, du Cycle et du Motocycle, constructeur des automobiles Ariès, commandeur de la Légion d'honneur, marié, le 1er août 1901 à Noisy-le-Grand, avec Germaine Borde (14 mars 1878 - Paris ✝ 6 mai 1954 - Paris), dont :
          - Marcel Marie Petiet (20 octobre 1902 - Paris ✝ 27 juin 1993 - Ville-d'Avray), 5e baron Petiet (1958), marié, dont postérité
          - Gabrielle Petiet (21 septembre 1904 - Noisy-le-Grand ✝ 9 juin 1984 - Boulogne-Billancourt), sans union ni postérité
          - Roger Marie Robert Petiet (6 décembre 1916 - Paris ✝ 30 décembre 1984 - Paris), marié, dont postérité

        - Robert Marie Édouard Petiet (10 avril 1880 - Paris ✝ 15 octobre 1967 - Paris), saint-Cyrien (1898-1900, promotion Marchand), général de corps d'armée, marié, le 10 novembre 1913 à Paris, avec Alice Marie Léonie Geoffray (1887 ✝ 1944), dont :
          - trois fils, mariés dont postérité 
            - Louis Petiet (né en 1957), petit-fils de Robert Petiet, consultant, homme d'affaires, maire (1995-2001, 2008-2014) de Verneuil-sur-Avre, conseiller général

          - une fille, mariée dont postérité

        - Juliette Petiet (17 mars 1884 - Paris ✝ 16 février 1966 - Paris), mariée, le 9 novembre 1915 à Paris, avec Augustin Dufresne (1878 ✝ 1934), dont postérité
        - Henri Marie Petiet (17 août 1894 - Saint-Prix (Val-d'Oise) ✝ 25 août 1980 - Saint-Prix (Val-d'Oise)), sans union ni postérité, éditeur d'estampes, marchand d'art, collectionneur ;

      - Amélie Marie Marguerite Petiet (7 janvier 1856 - Paris IIIe ✝ 11 juin 1864 - Montmorency)
      - Louise Marie Petiet (17 décembre 1857 - Paris ✝ 15 mars 1860 - Paris), sans union ni postérité
      - Claire Marie Henriette Petiet (14 septembre 1859 - Saint-Bris-le-Vineux ✝ 1er novembre 1938 - Paris), mariée, le 8 août 1882 à Paris, avec Charles Saint-Ange Legé (1853 ✝ 1901), avocat, dont postérité
      - Hélène Louise Marie Petiet (20 novembre 1862 - Paris ✝ 28 février 1889 - Paris), mariée, le 2 juin 1885 à Paris, avec Henri Achille Marie L'Hôpital (1857 ✝ 1937), dont postérité

    - Anne-Louise Petiet (22 octobre 1817 - Paris ✝ 28 juillet 1900 - Antony), mariée, le 8 mai 1848 à Paris, avec Jean-Pierre Bonnafont (1805 ✝ 1891), dont postérité

  - Auguste-Louis Petiet (1784-1858, fils cadet de Claude-Louis Petiet), général et homme politique français du XIXe siècle, créé baron d'Empire en 1814, il avait épousé à Paris, le 11 avril 1822, Céleste Silvie Michelle Audoucaud (1802 ✝ 1833), d'où :
    - Victor Augustin (1823 ✝ 5 avril 1899 - Nevers), 2e baron Petiet (1858), sous-préfet du Second Empire à Autun, chevalier de la Légion d'honneur, marié le 22 février 1854, avec Alice Paulinier (1832 ✝ 1902), dont :
      - Athénaïs Petiet (1854 ✝ 1941), mariée le 12 janvier 1885 à Paris, avec Nataly Leroy de La Brière (1842 ✝ 1899), receveur des finances, dont postérité ;
      - Marie Petiet (1856-1934), Sœurs de Saint Vincent de Paul, sans union ni postérité ;
      - Eugénie Marie Petiet (1857 ✝ 1895 - Imphy (Nièvre), château des Plants), sans union ni postérité ;
      - Fanny Petiet (1858-1943), sans union ni postérité ;

    - Charles-Armand Petiet (2 octobre 1825 - Paris ✝ 12 octobre 1905 - Lorient), 3e baron Petiet (1899), général de brigade, marié le 17 février 1853, avec Antoinette Léopoldine Mathilde de Guirard de Montarnal (1830 ✝ 1908), dont 
      - Georges Petiet (1853 ✝ 1929), 4e baron Petiet (1905), chef d'escadron, marié, sans postérité ;
      - Marguerite Petiet (1857 ✝ 1941), mariée avec Jules Melchior (8 avril 1844 ✝ 25 janvier 1908), vice-amiral, inspecteur général, membre du conseil supérieur de la Marine, commandeur de la Légion d'honneur, décoré de la médaille du Mexique et de la médaille coloniale, chevalier de l'Ordre de Notre-Dame de Guadalupe, grand-croix de l'ordre impérial et royal de Saint-Stanislas de Russie, dont postérité ;
      - Marie Antoinette Petiet (1859 ✝ 1881), sans union ni postérité.

Personnalité à rattacher :
- Armand-Isidore-Sylvain Petiet (1832-1905) (fils de Sylvain Petiet, officier supérieur de cavalerie et premier page de Napoléon Ier, petit-fils de Claude-Louis Petiet), auditeur au conseil d'État, conseiller de préfecture, député

Autre branche de la même famille :
- Pierre Claude Petiet (1770-1849), adjudant-général du Premier Empire, neveu de Claude-Louis Petiet.
  - Marie Petiet (1854-1893), artiste peintre originaire de Limoux, petite-fille de Pierre Claude Petiet.

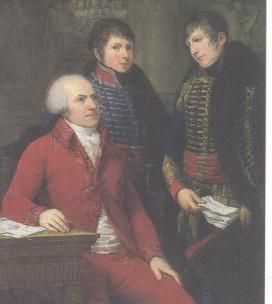
Claude-Louis Petiet (1749-1806) et ses deux fils, à savoir : Pierre François Charles Alexandre Petiet (1782-1835) et Auguste-Louis Petiet (1784-1858)
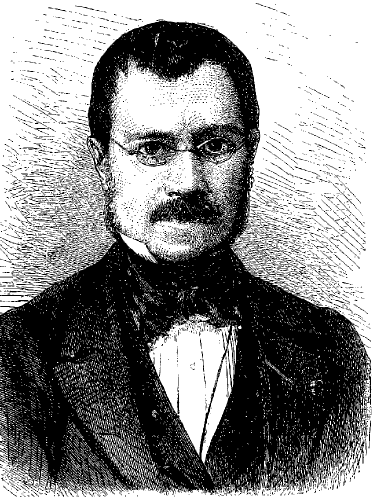
Jules Alexandre Petiet (1813-1871)
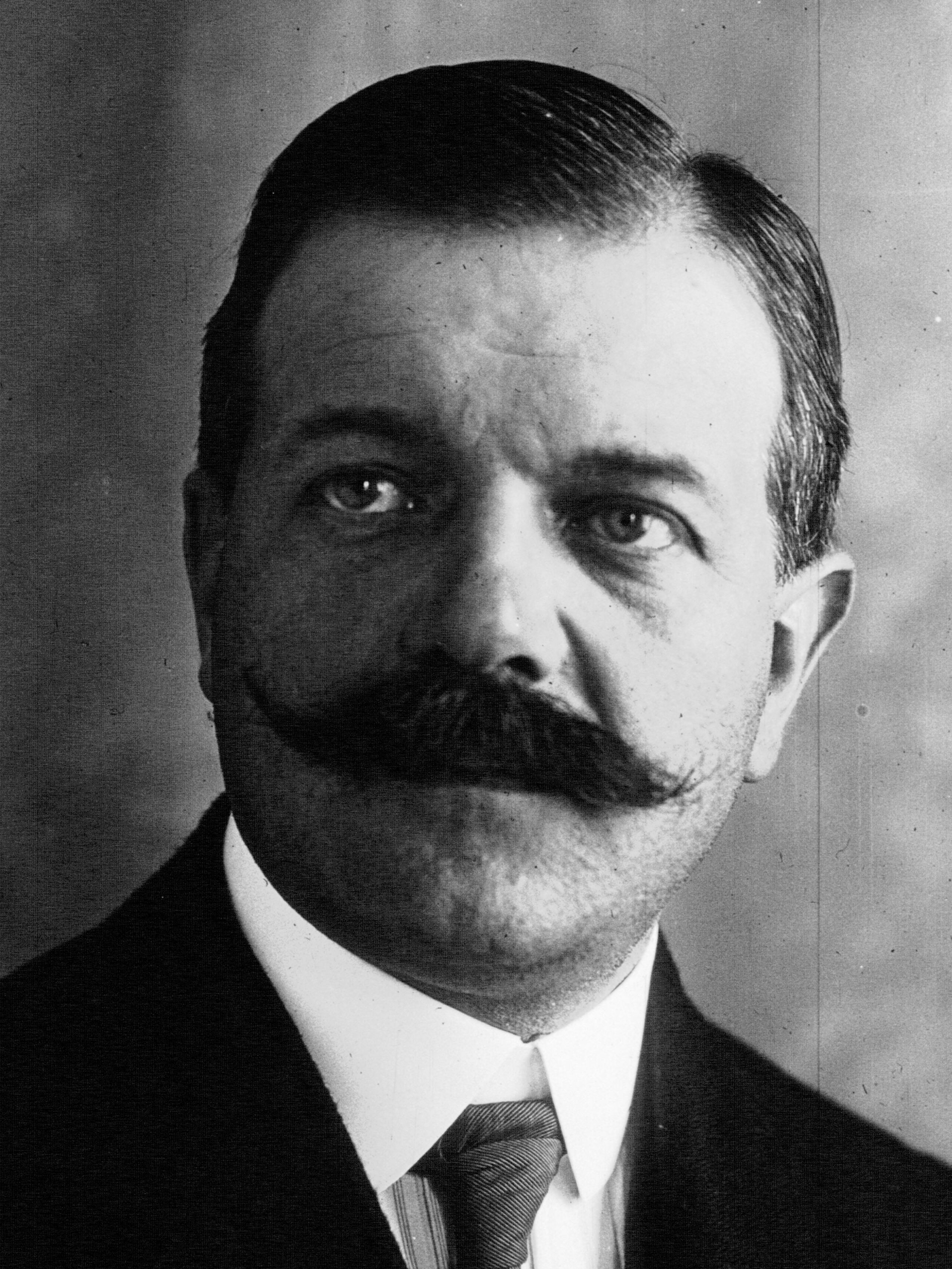
Charles Marie Jules Petiet (1879-1958)
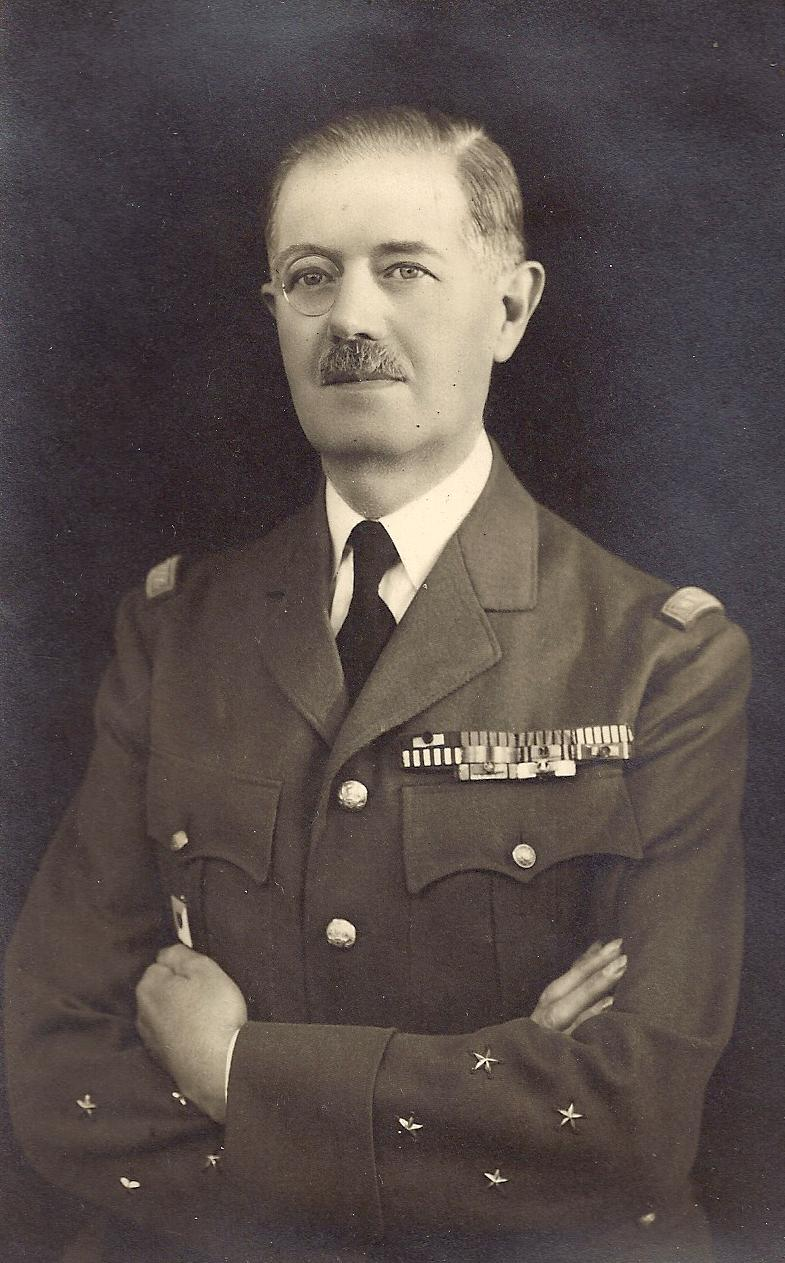
Général Robert Marie Édouard Petiet (1880-1967)

## Alliances
Les principales alliances de la famille Petiet sont : du Lièpvre du Bois de Pacé, Rebuffel (1808), Le Blanc Duvernoy (1837), de Colbert-Chabanais (1844), Saisset (1852), Prot (1865), Bricogne (1878), Geoffray (1913), Dufresne (1915).

## Armes, titres
- Titres : baron (3 titres de baron, un en 1811 et deux en 1814)[réf. nécessaire]

## Postérité
- La rue Petiet dans le 17e arrondissement de Paris

## Institutions
- Musée Petiet à Limoux dans l'Aude.
- Prix René-Petiet, décerné par l'Académie française.